# Schiffenen (zbiornik zaporowy)

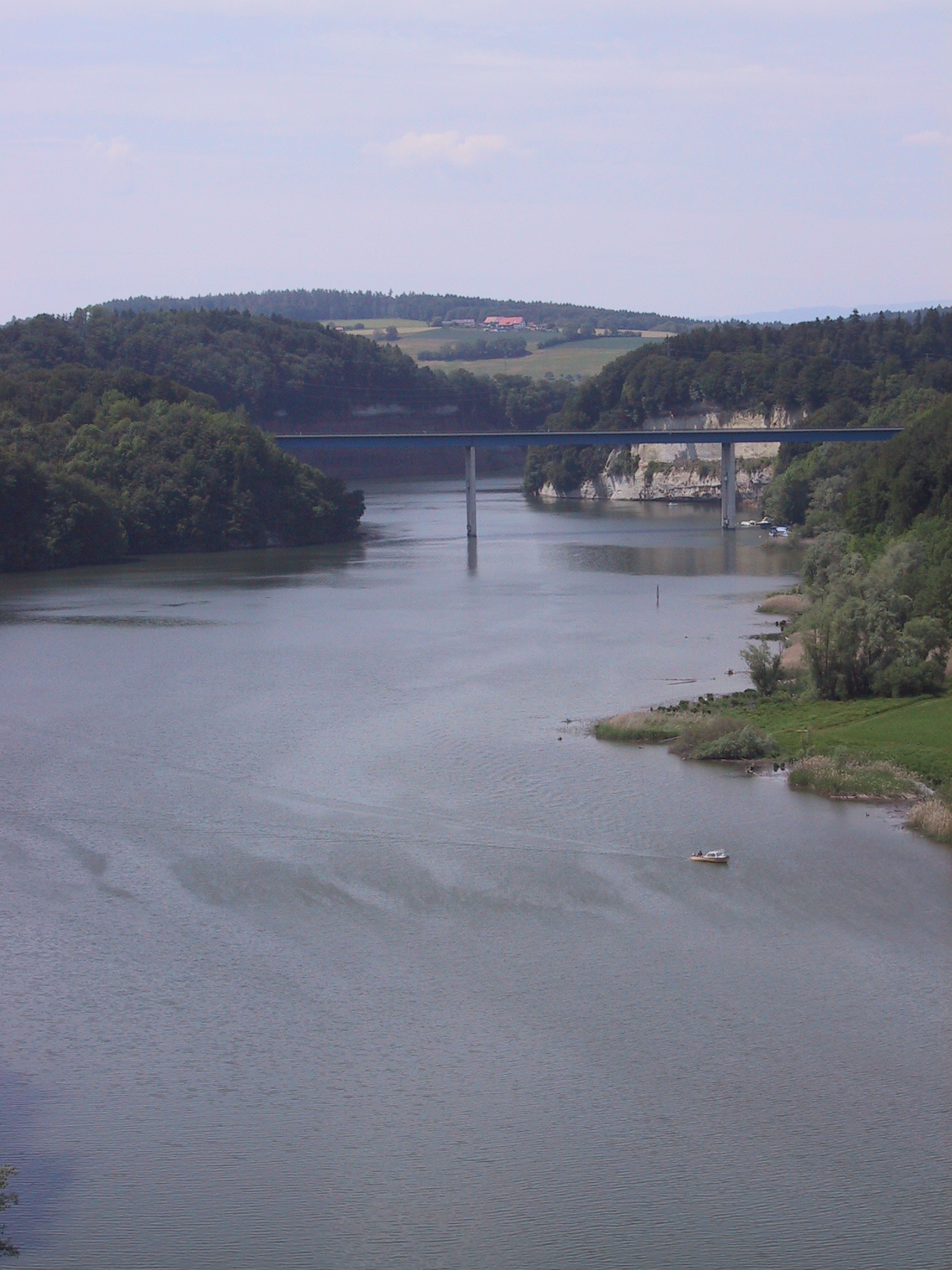
Zbiornik zaporowy Schiffenen

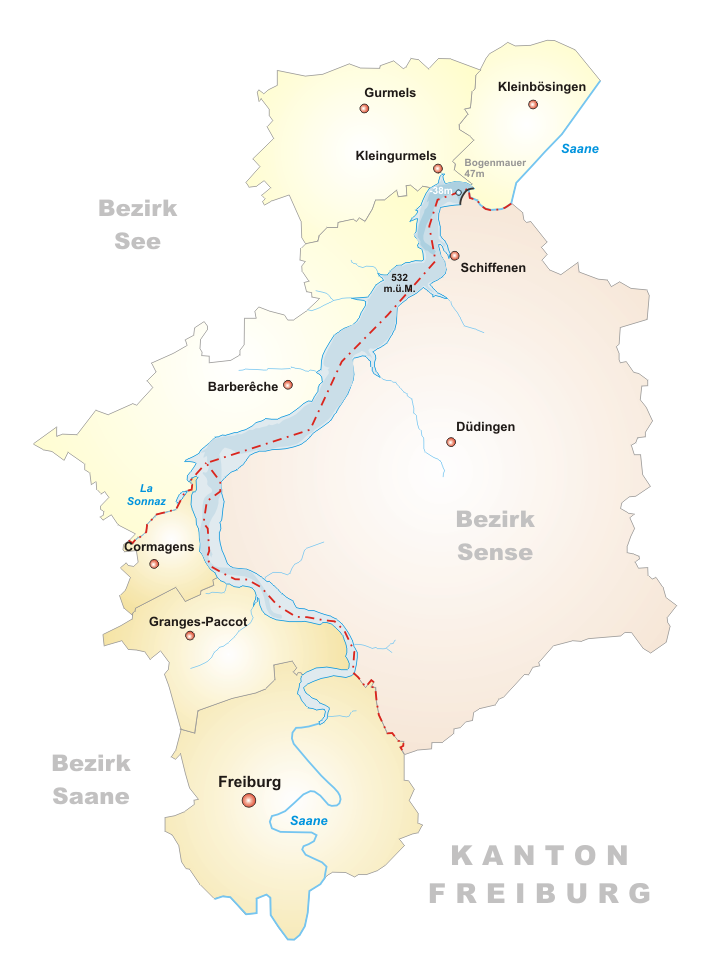
Sbiornik Schiffenen - mapa

Zbiornik zaporowy Schiffenen (fr. Lac de Schiffenen, niem. Schiffenensee) – jezioro zaporowe w Szwajcarii, powstałe w 1963 r. przez przegrodzenie rzeki Sarine zaporą Schiffenen. Jest czwartym co do wielkości powierzchni sztucznym zbiornikiem wodnym w Szwajcarii. Przy zaporze funkcjonuje elektrownia wodna o maksymalnej mocy 72 MW.

## Położenie
Leży w kantonie Fryburg. Rozciąga się pomiędzy miejscowościami Fryburg i Laupen. Zapora znajduje się między miejscowościami Schiffenen (na prawym brzegu) i Grueneburg (na brzegu lewym).
Wody zbiornika zatopiły ok. 1400 poses (miejscowy odpowiednik morgi) gruntów rolnych, a także wioskę Bad Bonn (gmina Guin), dawny kurort, popularny w okresie od XVII do XIX wieku.

## Charakterystyka
Utworzony sztuczny zbiornik wodny zajmuje dolinę Sarine na długości 12,7 km. Szerokość zbiornika wynosi od 150 do 500 m, maksymalna głębokość 38 m. Powierzchnia zbiornika wynosi 4,25 km², a objętość gromadzonej w nim wody przeciętnie ok. 58,6 milionów m³. Lustro wody znajduje się przeciętnie na wysokości 531 m n.p.m. (maksymalnie 532 m n.p.m., minimalnie 522 m n.p.m.). Powierzchnia zlewni, dostarczającej wody do zbiornika (dorzecze Sarine wraz z dopływami do samego zbiornika) wynosi 1400 km². Z uwagi na stosunkowo dużą objętość zbiornika oraz dość krótkie okresy pracy elektrowni z pełną mocą zainstalowaną wahania poziomu wody są w nim stosunkowo niewielkie.
W górnej części zbiornika przekraczają go dwa wiadukty. Zbudowany w latach 1857-1862 wiadukt kolejowy zwany wiaduktem Gandfey (fr. viaduc de Gandfey) oraz nowy wiadukt drogowy zwany Mostem Madelaine (fr. Pont de la Madeleine; długość 320 m, 41 m ponad lustrem wody), którym biegnie autostrada nr 12 z Berna do Vevey. Nazwa drugiego z nich pochodzi od znajdującego się w jego pobliżu, na prawym brzegu Sarine, zespołu wydrążonych w skalistym brzegu pustelni, zwanych Grottes de la Madeleine.

## Znaczenie zbiornika
Głównym przeznaczeniem zbiornika jest stałe zapewnienie odpowiedniej ilości wody dla funkcjonującej przy zaporze elektrowni wodnej. Poza tym wyrównuje on przepływ rzeki Sarine i spełnia w określonym zakresie funkcje przeciwpowodziowe. Jego brzegi są dostępne dla rekreacji, a tafla wodna dla sportów wodnych.